# Adels-Lexikon
Das Adels-Lexikon von Johann Christian Hellbach ist ein in den Jahren 1825 und 1826 veröffentlichtes zweibändiges Adelslexikon über den deutschen Adel.
Seinerzeit, vor dem Erscheinen des Neuen allgemeinen Deutschen Adels-Lexikons von Ernst Heinrich Kneschke, war von Hellbachs Adels-Lexikon „das gewöhnlich benutzte und bekannte dieser Art“.

## Vorgeschichte
Im 18. Jahrhundert waren bereits den deutschen Adel abhandelnde Lexika von Johann Friedrich Gauhe (Des Heiligen Römischen Reichs Genealogisch-Historisches Adels-Lexikon; 1719–1747) und Johann Heinrich Zedler (Grosses vollständiges Universal-Lexicon Aller Wissenschafften und Künste; 1732–1754) erschienen.
Weitere Werke von Johann Wilhelm Franz von Krohne (Allgemeines Teutsches Adels-Lexicon; 1774–1776) und Friedrich Ludwig Anton Hoerschelmann (Genealogische Adelshistorie; 1772–1775) wurden nur teilweise vollendet und behandelten nur die Adelsgeschlechter mit den Anfangsbuchstaben A–M bzw. A–F.
Fast 50 Jahre war kein Adelslexikon auch nicht mal begonnen worden, da gelang es Johann Christian von Hellbach, 400 Subskibenten zu mobilisieren für seine dann im Jahr 1825 und 1826 veröffentlichten zwei Bände des Adels-Lexikons.

## Inhalt
Von Hellbachs Adels-Lexikon beginnt mit einem knapp 20-seitigen alphabetischen Verzeichnis „der generellen historisch-genealogischen und heraldischen Schriften über den hohen und niedern Adel in den auf dem Titel benannten Landen“ (generelle Adelsliteratur) und einem knapp 30-seitigen alphabetischen Verzeichnis „über die historischen genealogischen und heraldischen Schriften, welche den Adel in den auf dem Titel angegebenen Ländern, ihren einzelnen Provinzen, Distrikten, Städten, Ritter- Cantons- und Ritter-Orden betreffen“ (provinzielle Adelsliteratur).
Auf knapp 100 Druckbögen wurden, auf zwei Bände aufgeteilt, etwa 16.000 Einträge über verschiedene Familien verfasst. Spezifische Literaturangaben beanspruchen in den Artikeln jeweils einen besonderen Stellenwert. Diese sollen, so Ernst Heinrich Kneschke, „der allgemeinen Stimme nach [...] die stärkste Seite des Werkes“ sein. Letzterem widerspricht er aber, denn die Literaturangaben könnten oft besser ausgewählt sein, außerdem nähmen sie, zulasten anderer, in einem Adelskexikon notwendiger Informationen, zu viel Platz ein. Demnach geben viele Artikel zu wenig über die einzelnen Familien Preis und liefern „nur Nomenklatur und Quellen“. Die Quellen sind außerdem für den Leser oft nicht erreichbar.
Nicht berücksichtigt hat von Hellbach den seinerzeit neueren Adel in Sachsen, Württemberg etc. Die vielen Adelserhebungen durch die kursächsischen Reichsvikare ließ er ebenso weg.
Kneschke hob trotz allem von Hellbachs „guten Willen und Fleiss“ für dieses Adelskexikon hervor.
Julius Petzholdt urteilte: „nicht überall genau und richtig“.

## Weitere Entwicklung
Nachdem 30 Jahre nach von Hellbachs Adelslexikon keine weitere vergleichbare Publikation veröffentlicht worden war, entschied sich Ernst Heinrich Kneschke (und seine Mitarbeiter) dazu diese Lücke zu schließen und gab zwischen den Jahren Jahr 1859 und 1870 neun Bände des Neuen allgemeinen Adelslexikon heraus.

## Ausgabe
Johann Christian von Hellbach, Fürstl. Schwarzb. Sondersh. Hofraths Adels-Lexikon oder Handbuch über die historischen, genealogischen und diplomatischen, zum Theil auch heraldischen Nachrichten vom hohen und niedern Adel, besonders in den deutschen Bundesstaaten, so wie von dem östreichischen, böhmischen, mährischen, preußischen, schlesischen und lausitzischen Adel. 2 Bände, Bernhard Friedrich Voigt (Druck und Verlag), Ilmenau 1825–1826.
- Erster Band. A bis K. (Volltext)
- Zweiter Band. L. bis Z. (Volltext)